# Alastair Heathcote
Alastair Heathcote (Atenas, Grecia, 18 de agosto de 1977) es un deportista británico que compitió en remo.
Participó en los Juegos Olímpicos de Pekín 2008, obteniendo una medalla de plata en la prueba de ocho con timonel. Ganó una medalla de bronce en el Campeonato Mundial de Remo de 2007, en la misma prueba.

## Palmarés internacional
| Juegos Olímpicos   | Juegos Olímpicos  | Juegos Olímpicos  | Juegos Olímpicos |
| Año                | Lugar             | Medalla           | Prueba           |
| ------------------ | ----------------- | ----------------- | ---------------- |
| 2008               | Pekín (China)     | Medalla de plata  | Ocho con timonel |
| Campeonato Mundial |                   |                   |                  |
| Año                | Lugar             | Medalla           | Prueba           |
| 2007               | Múnich (Alemania) | Medalla de bronce | Ocho con timonel |